# 칠성남로
칠성남로(Chilseongnam-ro)는 대구광역시 북구 고성동에서 칠성동네거리까지 연결하는 대구광역시의 도로이다.

## 주요 경유지
대구광역시
- 북구 (고성동 - 칠성동)

## 노선
| 이름                       | 접속 노선                               | 소재지           | 소재지           | 비고             |
| 달서천로 와 직결           | 달서천로 와 직결                        | 달서천로 와 직결 | 달서천로 와 직결 | 달서천로 와 직결 |
| -------------------------- | --------------------------------------- | ---------------- | ---------------- | ---------------- |
| (이름없음)                 | 대구광역시도 제57호선 (달성로)          | 대구광역시       | 북구             |                  |
| 대구역북편교차로           | 대구광역시도 제61호선 (중앙대로)        | 대구광역시       | 북구             |                  |
| 대성시장교차로             | 대구광역시도 제63호선 (공평로)          | 대구광역시       | 북구             |                  |
| 칠성시장네거리(칠성시장역) | 칠성시장로                              | 대구광역시       | 북구             |                  |
| 칠성교네거리               | 대구광역시도 제11호선 (신천대로) 신암로 | 대구광역시       | 북구             |                  |

## 주요 건물 및 시설
- Tworld 대구북구대리점본점 (대구광역시 북구 칠성남로 23)
- 한국타이어 T스테이션 시민운동장점 (대구광역시 북구 칠성남로 71)
- 대구북구소방서 (대구광역시 북구 칠성남로 112)
- 칠성119안전센터 (대구광역시 북구 칠성남로 112)
- 스피드메이트 칠성점 (대구광역시 북구 칠성남로 116)
- 북구새마을금고 본점 (대구광역시 북구 칠성남로 198)
- 칠성시장역(대구광역시 북구 칠성남로 지하222)